# Грантова газела
Грантова газела (лат. Nanger granti) је врста сисара из реда папкара (Artiodactyla) и породице шупљорожаца (Bovidae).

## Распрострањење
Ареал врсте покрива средњи број држава. 
Врста има станиште у Судану, Етиопији, Кенији, Танзанији, Сомалији и Уганди.

## Станиште
Станишта врсте су саване, травна вегетација, екосистеми ниских трава и шумски екосистеми и полупустиње до 2.500 метара.

## Угроженост
Ова врста није угрожена, и наведена је као последња брига јер има широко распрострањење.